# Divize C 1992/1993
V soubojích 29. ročníku České divize C 1992/93 se utkalo 16 týmů dvoukolovým systémem podzim - jaro. Tento ročník začal v srpnu 1992 a skončil v červnu 1993.

## Nové týmy v sezoně 1992/93
Z ČFL 1991/92 sestoupilo do Divize C mužstvo SKP Spartak Hradec Králové „B“. Z krajských přeborů postoupila vítězná mužstva ročníku 1991/92: TJ ČKD Kompresory Praha z Pražského přeboru a TJ Milíčeves z Východočeského přeboru. Z divize B sem bylo přeřazeno mužstvo TJ Meteor Praha VIII

## Kluby podle přeborů
- Východočeský (7): SKP Spartak Hradec Králové „B“, TJ Lokomotiva Trutnov, TJ Tesla Pardubice, TJ Milíčeves, TJ Spartak Choceň, TJ Jiskra Holice, TJ Karosa Vysoké Mýto.
- Severočeský (1): VTJ Rapid Liberec.
- Středočeský (3): TJ EMĚ Mělník, TJ Spartak Kolín, TJ Spartak BS Vlašim
- Pražský (4): TJ Meteor Praha VIII, TJ Bohemians ČKD Praha „B“, TJ ČKD Kompresory Praha, SK Aritma Praha
- Jihočeský (1): TJ Spartak Pelhřimov.

## Výsledná tabulka
| Poř. | Tým                            | Z  | V  | R  | P  | VG | OG | B  |
| ---- | ------------------------------ | -- | -- | -- | -- | -- | -- | -- |
| 1.   | TJ Spartak BS Vlašim           | 30 | 18 | 9  | 3  | 56 | 23 | 45 |
| 2.   | TJ EMĚ Mělník                  | 30 | 17 | 8  | 5  | 37 | 19 | 42 |
| 3.   | SKP Spartak Hradec Králové „B“ | 30 | 13 | 11 | 6  | 44 | 24 | 37 |
| 4.   | TJ Jiskra Holice               | 30 | 11 | 10 | 9  | 50 | 43 | 32 |
| 5.   | TJ Lokomotiva Trutnov          | 30 | 10 | 11 | 9  | 39 | 29 | 31 |
| 6.   | TJ Tesla Pardubice             | 30 | 10 | 9  | 11 | 39 | 40 | 29 |
| 7.   | TJ Karosa Vysoké Mýto          | 30 | 9  | 11 | 10 | 41 | 47 | 28 |
| 8.   | TJ Spartak Pelhřimov           | 30 | 9  | 10 | 11 | 44 | 47 | 28 |
| 9.   | TJ Spartak Choceň              | 30 | 10 | 8  | 12 | 41 | 48 | 28 |
| 10.  | TJ Meteor Praha VIII           | 30 | 8  | 12 | 10 | 41 | 49 | 28 |
| 11.  | SK Aritma Praha                | 30 | 10 | 7  | 13 | 39 | 44 | 27 |
| 12.  | TJ Milíčeves                   | 30 | 10 | 7  | 13 | 42 | 48 | 27 |
| 13.  | VTJ Rapid Liberec              | 30 | 8  | 10 | 12 | 38 | 44 | 26 |
| 14.  | TJ ČKD Kompresory Praha        | 30 | 9  | 7  | 14 | 34 | 45 | 25 |
| 15.  | TJ Spartak Kolín               | 30 | 9  | 7  | 14 | 37 | 56 | 25 |
| 16.  | TJ Bohemians ČKD Praha „B“     | 30 | 5  | 11 | 14 | 18 | 34 | 21 |

Poznámky:
- Z = Odehrané zápasy; V = Vítězství; R = Remízy; P = Prohry; VG = Vstřelené góly; OG = Obdržené góly; B = Body
- O pořadí klubů se stejným počtem bodů rozhodly vzájemné zápasy.

|  | Postup do ČFL 1993/94                           |
|  | Sestup do příslušného krajského přeboru 1993/94 |